# Heinrich Teweles
Heinrich Teweles (13. listopadu 1856, Praha, Rakouské císařství – 9. srpna 1927, Prein (Reichenau an der Rax), První Rakouská republika) byl pražský, německy píšící novinář, spisovatel, dramatik a divadelní ředitel.

## Život

### Dětství, vzdělání a novinářské začátky (1856–1887)
Heinrich Teweles se narodil 13. listopadu 1856 jako jedno z osmi dětí židovského obchodníka Moritze Tewelese a Rebeky/Rosie, roz. Wahleové. Již od dětství inklinoval k psaní; v devíti letech napsal drama Peter der Große (Petr Veliký) a během studia na Malostranském gymnáziu si sám vydával a psal časopis Deutscher Parnassus. Po maturitě studoval od roku 1874 na právnické fakultě Karlo-Ferdinandovy univerzity. V této době se angažoval v jazykových a kulturně politických snahách pražských Němců. Krátce byl úředníkem finanční prokuratury, brzy se však stal novinářem, spisovatelem a dramatikem. Od roku 1876 spolupracoval s měšťansko-liberálním listem Davida Kuha (1819–1879) Tagesbote aus Böhmen, po jeho smrti pak přešel do redakce týdeníku Montags-Revue aus Böhmen. Zároveň přispíval do nacionálně-liberálního deníku Bohemia.

### Dramaturgem pražského německého divadla (1887–1903)
Jeho článků z divadelní rubriky si brzy povšiml ředitel německého divadla Angelo Neumann a v roce 1887 – v souvislosti s připravovaným otevřením budovy Nového německého divadla – přijal Tewelese jako dočasného dramaturga pro činohru. Spolupráce se osvědčila a bývalý právník začal vybírat hry a také koncipovat vlastní činoherní cykly. Neumann mu nabídl uvedení jeho hry Das Ehe-Recht (Manželské právo). Nastudování se dočkaly rovněž jeho úspěšné komedie Der Ring des Polykrates (Polykratův prsten), Die Gesellschafterin (Společnice) a Mein Papa (Můj tatínek). Vedle práce pro divadlo vydal v roce 1894 Teweles antologii Prager Dichterbuch, v níž prezentoval ukázky prací svých současníku z okruhu spolku německých spisovatelů a umělců Concordia. Po celá devadesátá léta byl považován z přirozeného kandidáta na ředitelskou funkci pro případ, že by Neumann z Prahy odešel. Nakonec však odešel sám Teweles, patrně unaven Neumannovým autoritativním rozhodováním, na místo šéfredaktora Prager Tagblattu, které mu v roce 1899 nabídl vydavatel Wilhelm Mercy. Ve funkci však zůstal až do roku 1903, protože Neumannovi se nedařilo získat nového spolupracovníka ze zahraničí.

### Šéfredaktorem Prager Tagblattu (1900–1910)
Prager Tagblatt byl vedle Bohemie nejvýznamnějším pražským listem. Kromě politiky se podrobně psalo zejména o hospodářském a společenském životě, přičemž v národnostních otázkách byly tyto noviny klidnější a zdrženlivější než o něco radikálnější Bohemie. To Tewelesovu naturelu dokonale vyhovovalo. Bohatá kulturní rubrika, za kterou převzal odpovědnost, např. otiskovala každodenní programy českých divadel. Jako bývalý dramaturg psal nyní Teweles kritiky na představení Neumannova divadla, což však jejich vztahy zřejmě nepoznamenalo. Za období v Prager Tagblattu publikoval cestopisné črty Harzreise und andere Fahrten (Cesta po Harzu a jiné výlety) a humorné historky Das Romanschiff (Románová loď).

### Ředitelem pražského německého divadla (1910–1918)

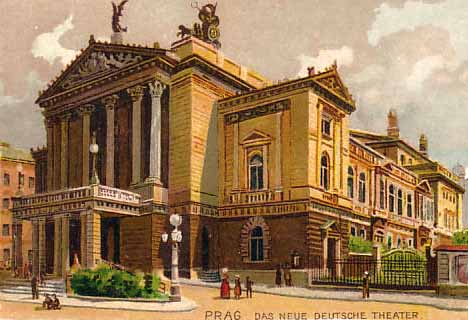
Nové německé divadlo v Praze na pohlednici kolem roku 1900

Po smrti Angela Neumanna v roce 1910 byl Teweles jeho rodinou pověřen k dočasnému vedení Stavovského i Nového německého divadla. Zpočátku si chtěl současně udržet své místo šéfredaktora, což se však po půlročním provizoriu ukázalo nemožným. Ke své přihlášce ke konkurzu přiložil obšírný plán financování divadla ze soukromých i veřejných zdrojů a 15. října 1911 byl (bez konkurzu) jmenován ředitelem na deset let. Podnikal na vlastní divadelní koncesi, pro kterou však neměl dostatečný kapitál, a byl tak odkázán na dary a příjem ze vstupného. Polovinu jeho funkčního období překrývala katastrofa první světové války, během níž Teweles energicky zvládal vážné materiální problémy. Jako divadelní ředitel byl zcela jiným typem než jeho předchůdce. Na rozdíl od Neumannova intenzivního osobního zaujetí si zachovával k divadelnímu prostředí ironický odstup. Jako rodilý Pražan pak vycházel vstříc pražskému publiku a neměl Neumannovy ambice vést scénu evropského významu. Věnoval se především činohře, přičemž uvádění Schnitzlerových, Herzlových, Shawových a Galsworthyho her či hostování celých zahraničních souborů mu někdy kritika zazlívala. Na jeho pozvání v Praze hostoval Max Reinhardt, jehož koncept divadla v důvěrném měřítku, tzv. „Kammerspiele“, Teweles převzal a v roce 1916 k těmto komorním hrám jako dramaturga povolal Hanse Demetze. Protože neměl žádné zkušenosti s operou, ustanovil jejím šéfem vídeňského skladatele a dirigenta Alexandera Zemlinského, který její úroveň viditelně pozvedl. Událostí se stalo první uvedení Wagnerova Parsifala 1. ledna 1914 a také kvalitní nastudování Straussových oper. Italskou hudbu, na níž nebyl Zemlinsky specializován, dirigoval kapelník Pietro Stermich, existenční oporu potom divadlu poskytoval přibližně třetinový podíl hojně navštěvované operety. Třebaže Teweles uváděl hodnotný repertoár s řadou kvalitních interpretů i hostů, jeho období působilo ve srovnání s Neumannovou érou méně výrazně.

### Na volné noze (1918–1927)
4. září 1918 požádal Teweles, který si nedělal iluze o perspektivách německé scény v následnickém státě, Zemský výbor a divadelní spolek o uvolnění z funkce. Když 28. října 1918 z ředitelské lóže sledoval hru Andora Gábora Zyklamen, byl uprostřed představení vyvolán muži v sokolských uniformách, kteří mu sdělili, že Sokol převzal nad divadlem dohled a bude je hlídat před případnými útoky davu. 31. října se konalo poslední představení pod jeho vedením, potom se (díky poslednímu úspěšnému divadelnímu období poměrně zajištěný) Teweles stáhl do soukromí a věnoval se své literární tvorbě. 9. srpna 1927, jako každý rok, pobýval u rodiny svého přítele, obchodního rady Emanuela Graba, a po obědě se odebral do svého pokoje, aby si odpočinul. Když nepřišel na svačinu, poslali pro něj. Teweles byl nalezen mrtev, ležící na sofa. Přivolaný lékař pak konstatoval mozkovou mrtvici. Heinrich Teweles byl zpopelněn ve Vídni, kde je pohřben na hřbitově Feuerhalle Simmering.

## Dílo
Ve svém literárním díle se Teweles zaměřoval především na německý jazyk, literaturu a divadlo. Eseje, fejetony a úvodníky, které psal do Bohemie, postupně shrnul do tematických sborníků. V knize Der Kampf um die Sprache : Linguistische Plaudereien se zabývá specifickými česko-německými jazykovými tématy: úředním stylem a pražskou němčinou, jazykovým kontaktem češtiny a němčiny apod. Po celý život se také zajímal o J. W. Goetha, jemuž věnoval přednášku Der Roman Goethes a dvě studie, z nichž je ceněna zvláště kniha o básníkově vztahu k Židům Goethe und die Juden. Pozoruhodné jsou i jeho vzpomínky na působení v divadle Theater und Publikum. Erinnerungen und Erfahrungen.

### Divadelní hry
- 1881: Die Schauspielerin
- 1886: Eherecht
- 1887: Schule der Frauen
- 1888: Der Ring des Polykrates (podle Friedricha Schillera)
- 1889: Die Gesellschafterin
- 1891: Der hundertste Geburtstag
- 1893: Mein Papa
- 1894: Johann Strauss
- 1895: Demetrius (podle Friedricha Hebbela)
- 1898: Der Volksfreund

### Próza
- 1885: Die Armen. Kleine Romane (C. Reißner, Leipzig)
- 1910: Das Romanschiff. Heitere Liebesgeschichten (Concordia Deutsche Verlags-Anstalt, Berlin)